# یواس‌اس اونگا (ای‌ام-۴۲۳)

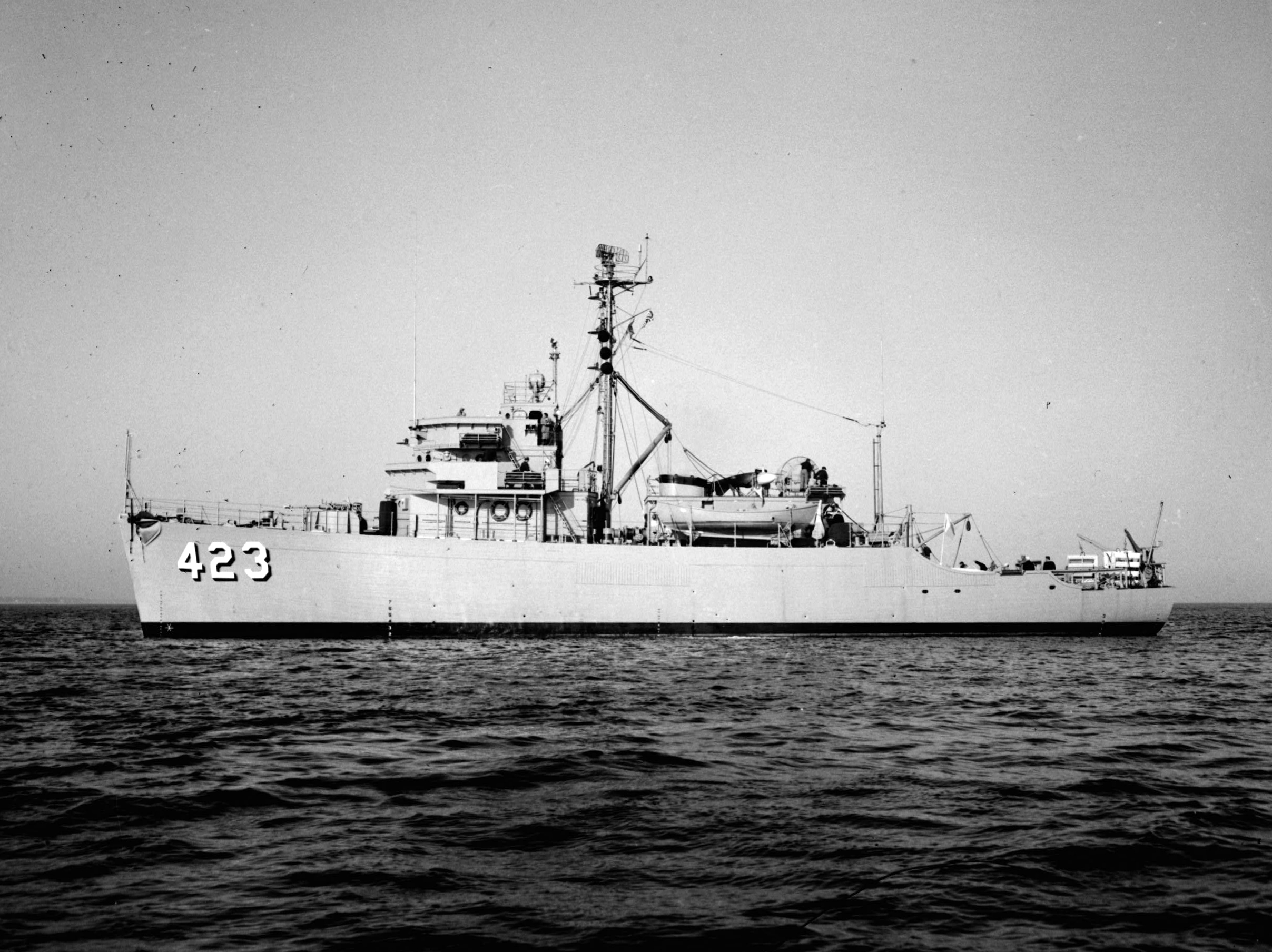
یو تی اس اونگا (ای ام-Avenge)

یواس‌اس اونگا (ای‌ام-۴۲۳) (به انگلیسی: USS Avenge (AM-423)) یک کشتی بود که طول آن ۱۷۲ فوت (۵۲ متر) بود. این کشتی در سال ۱۹۵۳ ساخته شد.